# 市川仁
市川 仁（いちかわ ひとし、1952年 - ）は、日本の英文学者。中央学院大学教授。専門はイギリス文学。第14代中央学院大学学長。

## 来歴
静岡県生まれ。1976年駒澤大学文学部英米文学科卒業。1978年同大学院修士課程修了。1981年同大学院博士課程単位取得満期退学。1994年中央学院大学法学部法学科准教授を経て、のち教授
。
2018年7月1日、学長に就任。

## 著書

### 共編著
- 『ロンドン・パブ物語』石原孝哉共著 丸善ライブラリー 1997.12
- 『ミステリーの都ロンドン ゴースト・ツアーへの誘い』石原孝哉,内田武彦共著 丸善ライブラリー 1999
- 『イギリス大聖堂・歴史の旅』石原孝哉,内田武彦共著 丸善ブックス 2005
- 『英語で楽しむ秘録・イングランド史外伝』石原孝哉, 依田里花, 狩野晃一 共編 南雲堂 2008.3
- 『イギリス検定 あなたが知っている、知らないイギリスの四択・百問』川成洋, 石原孝哉 共編著 南雲堂フェニックス 2011.5
- 『イギリスの四季 ケンブリッジの暮らしと想い出』石原孝哉, 伊澤東一, 宇野毅 共編著 彩流社 2012
- 『北米文化事典』高山信雄, 田中保, 福島昇, 江田治郎 監修 日本英語文化学会 2012
- 『田園のイングランド = THE BEAUTIFUL ENGLISH COUNTRYSIDE : 歴史と文学でめぐる四八景』石原孝哉,伊澤東一,宇野毅 編著 彩流社 2018
- 『イギリス文学を旅する60章』石原孝哉 編著 明石書店 2018

### 翻訳
- 『王冠』D.H.ロレンス 文化書房博文社 1986.7
- 『シェイクスピア喜劇とロマンスの発展』ノースロップ・フライ 石原孝哉 共訳 三修社 1987.2
- 『シェイクスピア喜劇の世界』ノースロップ・フライ 石原孝哉共訳 三修社 シェイクスピア・ブックス 2001
- 『ノースロップ・フライのシェイクスピア講義』ロバート・サンドラー編 石原孝哉,林明人 共訳 三修社 2001

### 論文
- CiNii>市川 仁

「国立国会図書館サーチ」を参照